# Omar Mukhtar
Omar Mukhtar (arabă عمر المختار, n. 20 august 1858, în satul Zawiyat Janzour, Cirenaica, Libia - d. 16 septembrie 1931) a fost organizatorul rezistenței libiene, începând cu 1912, împotriva acțiunilor de colonizare întreprinse de Italia. În 1931 armata italiană l-a capturat, fiind executat prin spânzurare. Este considerat un erou național al Libiei și un simbol al rezistenței arabe și musulmane în fața invadatorilor europeni și a colonialismului.

## Contextul afirmării lui Omar Mukhtar
În octombrie 1911, în timpul războiului italo-turc un contigent al marinei italiene sub comanda amiralului Luigi Faravelli a acostat pe țărmul libian (aflat la momentul respectiv sub controlul Imperiului Otoman). Amiralul a solicitat administrației turce să se predea sau, în caz contrar, urma distrugerea imediată a localităților Tripoli și Benghazi. În loc să se predea, turcii și aliații săi libieni s-au retras în zona rurală, situație care a determinat bombardarea celor două orașe de către italieni timp de trei zile; ulterior Tripolitania a fost proclamatîă frontiera de sud a Italiei. Aceste lupte au marcat debutul confruntărilor dintre forțele italiene și cele ale rezistenței libiene conduse de Omar Mukhtar, majoritatea derulându-se în Cirenaica.

## Primii ani
A rămas orfan de mic, fiind adoptat de Sharif el-Ghariani (nepot al lui Hussein el-Ghariani, unul dintre liderii politici și religioși din Cirenaica). Educația primară a primit-o la moscheea din satul natal, iar apoi a studiat timp de opt ani la Universitatea Senussi din Jaghbub (care, de asemenea, a reprezentat cartierul general a Mișcării Religioase Senussi). În 1899 a fost trimis să-l sprijine pe Rabih az-Zubayr în Ciad, în luptele pentru rezistență împotriva francezilor.

## Activitatea politică
Inițial a fost profesor de teologie islamică, dar a dobândit și abilități în domeniul strategiei și tacticilor de luptă în deșert. În confruntările împotriva italienilor a utilizat cunoștințele de geografie locală și dispunere a reliefului (care erau necunoscute adversarilor săi). Mukhtar și-a condus de mai multe ori escadronul în atacuri împotriva italienilor, după care proceda la disimularea în deșert. Soldații aflați sub comanda lui Mukhtar au organizat mai multe atacuri și ambuscade asupra avanposturilor italienilor, întrerupând liniile de aprovizionare și comunicare. În general, armata italiană a fost surprinsă și pusă în dificultate de tacticile de gherilă aplicate de Mukhtar.
În 1924, în regiunea muntoasă din Jebel Akhdar (”Munții Verzi”) guvernatorul italian Ernesto Bombelli a creat o structură de contrainsurgență care a provocat o severă înfrângere în aprilie 1925. În consecință Mukhtar și-a modificat tacticile, continuând să lupte cu ajutorul Egiptului. În pofida ocupării localității Giarabub de către italieni (februarie 1926) și a regulilor severe impuse de guvernatorul Attilio Teruzzi, în martie 1927 Mukhtar a surprins trupele italiene la Raheiba. Între 1927-1928 Mukhtar a procedat la reorganizarea forțelor pro-Senussi, care constant au fost atacate de italieni. Chiar și Attilio Teruzzi a recunoscut perseverența și puterea de voință a lui Omar Mokhtar.
Guvernatorul Libiei Pietro Badoglio după îndelungi negocieri a ajuns la un compromis cu Omar Mokhtar. La sfârșitul lunii octombrie 1929 Mukhtar a denunțat armistițiul și a restabilit unitatea de acțiune a forțelor de rezistență libiene, pregătindu-se pentru o confruntare decisivă cu trupele generalului Rodolfo Graziani (comandantul militar al Libiei începând cu martie 1930). Ofensiva masivă împotriva forțelor de rezistență libiene din iunie 1930 a eșuat; în consecință factorii de decizie italieni (generalii Rodolfo Graziani și Pietro Badoglio, ministrul coloniilor Emilio de Bono și ducele Benito Mussolini) au inițiat un plan de anihilare a rezistenței din Cirenaica care prevedea: relocarea în lagărele din zona de coastă a circa 100.000 de libieni originari din Jebel Akhdar, închiderea frontierei libiano-egiptene între zona litorală și localitatea Giarabub, prevenirea oricărui sprijin asigurat din exterior forțelor insurgente, precum și de populația locală. Măsurile respective au diminuat capacitatea de rezistență a forțelor pro-Senussi, rebelii fiind lipsiți de sprijin și de capacitatea de a-și reface forțele. Mai mult, italienii au beneficiat de susținerea unor informatori din interiorul insurgenților și colaboratori din rândul populației. Mukhtar a continuat să lupte, dar la 11 septembrie 1931 a fost surprins într-o ambuscadă lângă Slonta.
Potrivit descrierii unuia dintre principalii săi adversari, generalul Rodolfo Graziani, Umar Mukhtar era ”de înălțime medie, solid, cu păr alb, barbă și mustață. A fost înzestrat cu o inteligență sclipitoare, un caracter energic și impetuos, avea cunoștințe în numeroase domenii; era altruist și nu făcea compromisuri; în final a rămas un om religios și sărac.”

## Capturarea și execuția
În lupta de la Slonta din 11 septembrie 1931 Umar Mukhtar a fost rănit și capturat de armata italiană, care l-a tratat pe liderul libian precum un prizonier de război. Curajul său a fost remarcat de gardienii italieni care, mai târziu, au evidențiat puterea convingerilor sale naționaliste (în timpul interogatoriilor Mukhtar recita versete despre pace din Coran).
Procesul lui Mukhtar a început la 11 septembrie 1931, finalizându-se după trei zile; la 14 septembrie 1931 a fost condamnat la spânzurătoare. Când a fost întrebat dacă dorește să exprime ultimele cuvinte înaintea execuției, Mukhtar a replicat cu citate din Coran: ”Noi aparținem lui Dumnezeu și la el ne vom întoarce”. 
La 16 septembrie 1931 din ordinul justiției italiene, Omar Mukhtar (care la acel moment avea 73 de ani) a fost spânzurat în fața adepților săi, în lagărul de concentrare de la Suluq, autoritățile de la Roma sperând că moartea sa va determina scăderea capacității de  rezistență a libienilor.

## Moștenirea lui Omar Mukhtar
- Chipul său apare pe bancnota de zece dinari libieni.
- Ultimii ani din viață au fost descriși în filmul "Leul Deșertului" (1981), în care joacă Anthony Quinn (în rolul lui Omar Mukhtar), Olivier Reed și Irene Papas.
- În 2009, în timpul unei vizite în Italia, fostul lider libian Muammar al-Gaddafi a purtat pe piept o fotografie a lui Mukhtar (aflat în ipostaza captivității sale italiene); de asemenea, cel mai tânăr fiu al lui Mukhtar a participat la vizita respectivă.
- În timpul războiului civil libian (care a debutat odată cu protestele din februarie 2011) Omar Mukhtar a devenit un simbol al unității poporului libian, chipul său fiind înfățișat pe diverse steaguri și afișe; totodată, una dintre brigăzile rebele a preluat numele eroului libian.
- Numele lui Mukhtar a fost acordat unor străzi din orașele Gaza[7] (este principala rută din localitate, făcând legătura dintre Piața Palestina și port), Cairo și Doha.

## Citate ale lui Omar Mukhtar (sau atribuite acestuia)
- ”Nu vom părăsi acest loc până când nu vom ajunge fie la victorie, fie la martiriu”.
- ”Nu ne vom preda: vom învinge sau vom muri”.
- ”Nu mă voi supune niciodată guvernului italian; doar am avut o conversație cu el”.
- ”Am luat parte la toate bătăliile. Dacă vreodată nu am fost prezent, a fost ca și cum atacurile se derulau în prezența mea”.
- ”Este inutil să fiu întrebat despre fapte singulare. Orice s-a comis împotriva italienilor sau Italiei în ultimii zece ani a fost la dorința sau ordinul meu, chiar dacă nu am participat personal la aceste acțiuni.(...).De asemenea, atacurile au fost ordonate de mine, iar câteva au fost îndeplinite de mine”.
- ”Nu regret ceea ce am făcut pentru că a fost voința Domnului”.
- „Dumneazeu ne-a născut și la el trebuie să ne întoarcem”.